# Johanna Wilhelmina Albertina Kehrer
Johanna Wilhelmina Albertina Kehrer (* 19. Oktober 1826 in Gorinchem; † 19. Dezember 1852 ebenda) war eine niederländische Dichterin.

## Leben
Johanna Wilhelmina Albertina Kehrer wurde am 19. Oktober 1826 in Gorinchem geboren. Sie war die jüngste Tochter von drei Kindern des Apothekers Franz Friedrich Wilhelm Kehrer (ca. 1788–?) und der Verkäuferin Elisabeth Sophia Höhnen (1787–1839) und blieb unverheiratet. Ihr Vater stammte aus Coppenbrügge in Deutschland. Auch ihre Mutter war deutscher Herkunft und stammte aus Zutphen. Bereits in jungen Jahren war Kehrer gesundheitlich angeschlagen, dennoch ein neugieriges Kind, welches früh begann Gedichte zu schreiben. Ihre Gedichte hatten einen engen Bezug zu ihrer Erfahrungswelt. Sie schrieb über Freundschaften, den zweijährigen Neffen, die Natur, die Jahreszeiten, Reisen und Religion.
So ist ihr Gedicht „Zum Turm der abgerissenen Kirche der Reformierten in Gorinchem“ ein Lobgesang auf diesen Turm als Symbol der Beharrlichkeit und Stärke. Sie widmete Gedichte unter anderem dem Schriftsteller und Prediger Jan Jakob Lodewijk ten Kate, Nicolaas Beets und Bernard ter Haar, die wiederum auch Gedichte für sie schrieben. Wie ihr Vater engagierte sich Albertine Kehrer in der reformierten Kirchengemeinde Gorinchem. Darüber hinaus interessierte sie sich sehr für die soziale Arbeit von Reveilvrouwen wie Petronella Voûte im Asyl Steenbeek, der ersten Zufluchtsstätte für Prostituierte, die es in den Niederlanden gab.
Mit ihrem Vater besuchte sie 1851 Nicolaas Beets, den sie im Jahr zuvor kontaktierte mit: „weil ich fürchte, ich kann nicht mehr glauben“. Danach sprach Beets sie vertraulich als „liebe Freundin“ an.
Ihre Briefe an ihn offenbaren ihren Kampf mit dem Glauben: Sie schrieb ihm über den Einfluss, den sie von einem „rationalistischen Freund“ erhielt, und hoffte, „einen Teil Ihres Glaubens und Ihrer Ideen zu haben“. In ihrem Gedicht an Beets drückt sie ihre Dankbarkeit mit den Worten aus: „Du hast mir so manche Augenbinde genommen.“
Albertine Kehrer starb 1852 im Alter von 26 Jahren in ihrer Heimatstadt Gorinchem, nach Angaben ihrer Schwester Mathilda, nach „langer, schmerzhafter Krankheit“.

## Werk
Der Nachwelt blieb sie durch ihre einzige Gedichtsammlung in Erinnerung. Diese veröffentlichte ihr Bruder 1853 unmittelbar nach ihrem Tod. Die Sammlung mit einer Einleitung von Beets und Nachruf von Abraham Jacob van der Aa enthält 24 Original- und 15 übersetzte Gedichtstücke, darunter von Friedrich Schiller. Der Band enthielt fast ihr komplettes Werk. Die Veröffentlichung ihrer Gedichtsammlung war ein großer Erfolg, bereits innerhalb eines Jahres erschienen drei Ausgaben. Dieser Erfolg war dem Dichter Everhardus Johannes Potgieter zu verdanken. Potgieter verfasste in De Gids 1853 eine kritische Rezension und verspottete ihre Gedichte wie Verlangen, Zielzucht, Vertrouwen und Een sterfbed. Er bezeichnete sie als Schülerin von Ter Haar, Ten Kate und Beets und bezeichnete ihre Arbeit als „pietistische Poesie“. Daraufhin reagierte Beets mit einer Antwort, in der er aus einem Brief von Albertine Kehrers Schwester Mathilde Kattenbusch-Kehrer zitierte, in dem sie gegen den Eindruck protestierte, den die Rezension Potgieters bei Bekannten hervorgerufen habe, der das Bild eines weltfremden, melancholischen und verliebten Mädchens gezeichnet hätte. Dieses, so schrieb Mathilde Kattenbusch-Kehrer, wäre nicht korrekt, ihre Schwester wäre aber sicherlich nicht schwach und leidend gewesen und hätte das Leben auch nicht verachtet. Beets übernahm ihre Kommentare in seiner Antwort an Potgieter, dankte Mathilde Kattenbusch-Kehrer und schrieb: „Meine Schwester konnte sich nicht verteidigen, während sie schwer angegriffen wurde“.
Ein weiterer Rezensent des Vaderlandschen Briefes-Oefeningen nannte ihren Stil kraftvoll und klar, insgesamt sanft und fließend.
Im Jahr 2004 nahm Gerrit Komrij ihre Gedichte Verlangen und Wat niet is uit te staan in die dreizehnte Auflage seiner Niederländischen Poesie des 19. und 20. Jahrhunderts auf. Insbesondere in diesem letzten Gedicht zeigt Albertine Kehrer eine ganz andere Seite als in ihren sogenannten „pietistischen Gedichten“.